# Pašman
Pašman ist eine Insel in der Adria vor der Küste Norddalmatiens südlich von Zadar und gehört zur kroatischen Gespanschaft Zadar.

## Geografie und Geschichte
Mit ca. 21 km Länge, einer Breite von bis zu 4,1 km und ca. 60 km² Fläche erstreckt sie sich von Nordwesten nach Südosten parallel zur dalmatinischen Küste, von der sie durch den etwa 4 km breiten „Pašmanski kanal“ getrennt ist. Der höchste Punkt der Insel ist der 272 m hohe Berg Veliki Bokolj. Die Insel besteht aus Kreidekalk und Dolomitgestein.
Im Südosten ist die Insel durch eine Fährverbindung vom Inselort Tkon zum gegenüberliegenden Festlandshafen Biograd na Moru zu erreichen. Eine Straße verbindet alle Orte und führt im Norden der Insel über eine 1973 erbaute Brücke über den kleinen Ždrelac genannten Meeresarm, zur Nachbarinsel Ugljan. Gegenüber der Insel liegt das Dorf Pakoštane, direkt an der Küste.
Haupterwerbsgrundlage für die etwa 3500 Bewohner stellen Landwirtschaft, Tourismus und Fischfang dar. Sie leben überwiegend auf der dem Festland zugewandten, flachen, nordöstlichen Küste der Insel. Hier prägt das Grün von Olivenhainen, Gärten und Weingärten die Landschaft.
Die steile und zerklüftete, unbewohnte Südwestküste der Insel wird von zahlreichen Buchten gegliedert und ist vielfach nur mit Macchie bewachsen.
Die Insel ist seit illyrischer und römischer Zeit besiedelt.
Ab 1050 gehörte die Insel zum Bistum von Biograd, ab 1126 zum Erzbistum Zadar.
Während der Einfälle von Türken und Venezianern diente sie als Fluchtort für die umliegenden Küstenbewohner. Sie wurde nicht erobert. In der kleinen Ortschaft Kraj gibt es noch ein Franziskaner-Kloster aus dem 14. Jahrhundert mit einem kleinen Museum. Und in der Nähe von Tkon befindet sich auf dem Berg Ćokovac ein kleines Benediktiner-Kloster aus der gleichen Zeit.

### Orte auf der Insel
- Ždrelac
- Banj
- Dobropoljana
- Nevidane
- Mrljane
- Barotul
- Pašman
- Kraj
- Tkon

### Meeresbuchten
- Polaca
- Taline
- Triluke
- Landin
- Zincena
- Soline
- Kablin
- Sveti Ante
- Zaklopica